# Cyanarctia lithosiaphila
Cyanarctia lithosiaphila är en fjärilsart som beskrevs av Dyar 1910. Cyanarctia lithosiaphila ingår i släktet Cyanarctia och familjen björnspinnare. Inga underarter finns listade i Catalogue of Life.